# Melophagus
Melophagus là một chi ruồi hút máu thuộc họ ruồi rận Hippoboscidae. Có 3 loài và một phân loài. Tất cả đều sống ký sinh trên các loài thuộc họ Trâu Bò và không có cánh.

## Phân bố
Xuất hiện ở Châu Âu, Châu Á và Bắc Châu Phi. Loài M. ovinus ovinus xuất hiện trên khắp thế giới, cừu nuôi thường mang loài này.

## Vật chủ
Chúng ký sinh trên động vật có vú móng chẻ - Họ Bovidae. Gồm cừu, ngựa, linh dương gazelle Mông Cổ (Procapra gutturosa), sơn dương Chamois (Rupicapra rupicapra), sơn dương Alps (Capra ibex), Bò Tây Tạng (Bos grunniens), cũng như những ghi nhận không chắc chắn trên cừu Agrali (Ovis ammon), cừu sừng lớn (Ovis canadensis) và cừu Dall (Ovis dalli).

## Phân loại
- Chi Melophagus Latreille, 1802

- M. antilopes (Pallas, 1777)
- Melophagus ovinus (Linnaeus, 1758)

- M. ovinus ovinus (Linnaeus, 1758)
- M. ovinus himalayae Maa, 1969

- M. rupicaprinus Róndani, 1879

## Hình ảnh

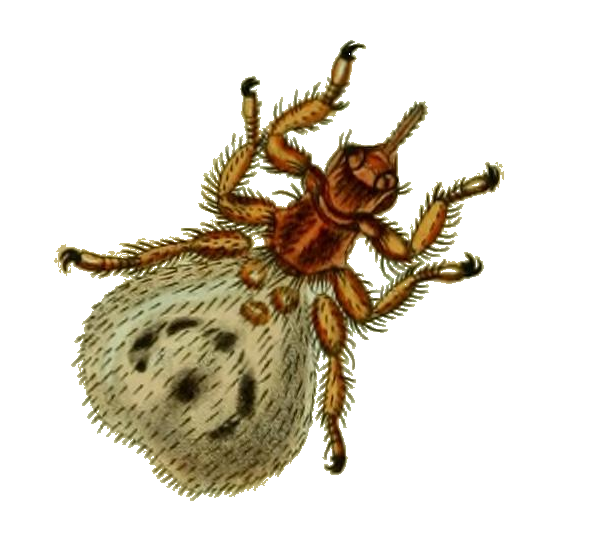
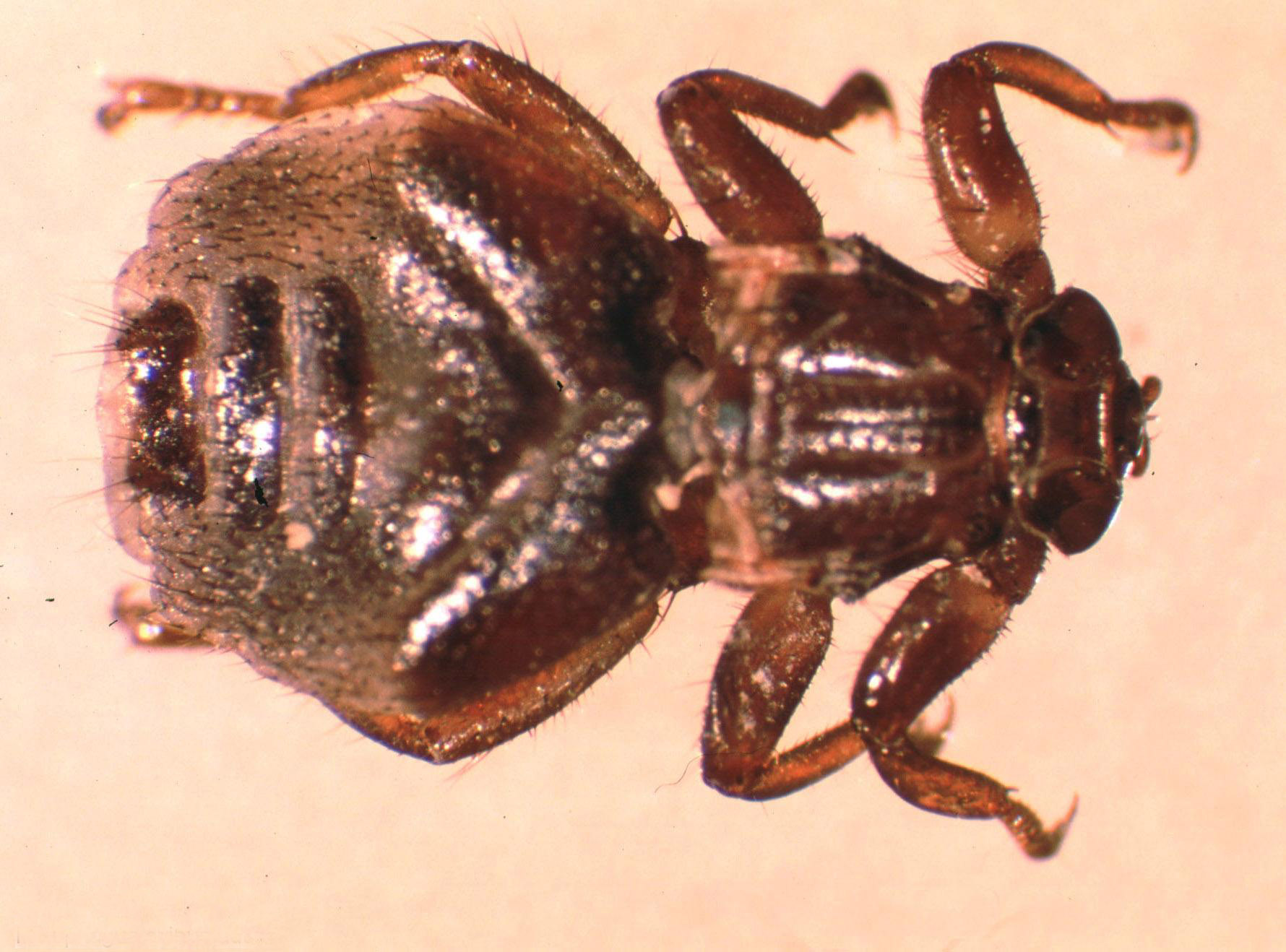